# Napoletani a Milano
Napoletani a Milano är en italiensk komedifilm från 1953 i regi av Eduardo De Filippo.

## Roller (urval)
- Eduardo De Filippo – Salvatore Aianello
- Anna Maria Ferrero – Nannina
- Frank Latimore – Enrico
- Laura Gore – Rosetta
- Vittorio Sanipoli – Giovanni
- Irma Capece Minutolo – Wilma
- Luigi Russo – Vincenzino
- Sonia Holm – signora Vittorini